# Borisoglebsk
Borisoglebsk (Борисогле́бск) je ruské město ve Voroněžské oblasti, ležící 200 km východně od Voroněže na řece Vorona (přítok Chopjoru). Žije v něm přes šedesát tisíc obyvatel.

## Historie
Byl založen roku 1646 (podle jiných údajů 1698) jako opěrný bod proti Tatarům. Původně se jmenoval Pavlovsk, roku 1704 dostal současné jméno podle pravoslavných svatých Borise a Gleba. Roku 1779 byl povýšen na město a stal se sídlem újezdu, roku 1781 mu byl udělen znak.

## Ekonomika
Borisoglebsk se nachází v černozemním pásu Ruska, známém produkcí obilí, a je centrem potravinářského průmyslu: město má pivovar, pekárnu a masokombinát. V okolí jsou dubové lesy a zpracovává se dřevo, významný je závod Borchimmaš, vyrábějící armatury pro petrochemický průmysl. Město je důležitou křižovatkou říční a železniční dopravy, má loděnici a lokomotivní depo. Nachází se zde škola pro vojenské letce, založená roku 1922, a letecká základna. V Borisoglebsku také sídlí pedagogická fakulta Voroněžské univerzity, město má divadlo a výtvarnou galerii. Významnou historickou památkou je Uspenský chrám.

## Zajímavost
Podle města je pojmenována ruská jaderná ponorka K-496 Borisoglebsk.

## Rodáci
- Mitrofan Ivanovič Nědělin – velitel sovětského raketového vojska
- Nikolaj Rybnikov – herec

## Partnerská města
- Delmenhorst ( Německo)
- Blansko ( Česko)